# Municipio de Fayette (Míchigan)
El municipio de Fayette (en inglés: Fayette Township) es un municipio ubicado en el condado de Hillsdale en el estado estadounidense de Míchigan. En el año 2010 tenía una población de 3326 habitantes y una densidad poblacional de 55,57 personas por km².

## Geografía
El municipio de Fayette se encuentra ubicado en las coordenadas 41°58′28″N 84°39′00″O / 41.97444, -84.65000. Según la Oficina del Censo de los Estados Unidos, el municipio tiene una superficie total de 59.85 km², de la cual 59,13 km² corresponden a tierra firme y (1,2 %) 0,72 km² es agua.

## Demografía
Según el censo de 2010, había 3326 personas residiendo en el municipio de Fayette. La densidad de población era de 55,57 hab./km². De los 3326 habitantes, el municipio de Fayette estaba compuesto por el 95,79 % blancos, el 1,44 % eran afroamericanos, el 0,48 % eran amerindios, el 0,81 % eran asiáticos, el 0,24 % eran de otras razas y el 1,23 % eran de una mezcla de razas. Del total de la población el 1,83 % eran hispanos o latinos de cualquier raza.